# Ontwerper

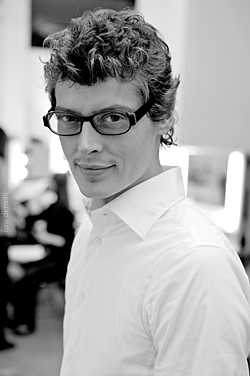
Bruno Pieters is een Belgische modeontwerper

Een ontwerper is iemand die ontwerpen maakt voor tastbare en ontastbare zaken, zoals producten, processen, wetten, graphics en diensten.
Een ontwerper kan zich voornamelijk met het zichtbare oppervlak bezighouden, maar dat is niet altijd zo. Een ontwerper kan ook samenwerken met bijvoorbeeld technici en ingenieurs met expertise op het gebied van fabricage en het ingenieurswezen.

## Soorten ontwerpers
Een modeontwerper ontwerpt kleding, een webdesigner ontwerpt webpagina's en een auto-ontwerper ontwerpt auto's.
Meer specifieke soorten ontwerpers zijn onder anderen:
- Architect
- Grafisch ontwerper
- Industrieel ontwerper
- Interactie ontwerper
- Interieurarchitect
- Meubelontwerper
- Modeontwerper
- Sieraadontwerper
- Stedenbouwkundige
- Theatervormgever
- Tuin- en landschapsarchitect
- Usability designer